# Empty Sky
Empty Sky (englisch für ‚Leerer Himmel‘) ist das Debütalbum des britischen Sängers und Komponisten Elton John, das am 6. Juni 1969 in Großbritannien veröffentlicht wurde. In den USA wurde die Schallplatte erst am 13. Januar 1975 veröffentlicht, nachdem er sich als Künstler bereits hatte etablieren können.

## Hintergrund
Das Album wurde im Winter 1968 und Frühling 1969 in einem 8-Band-Studio des Labels DJM Records aufgenommen. Als einziges Album in Elton Johns früher Karriere wurde es nicht von Gus Dudgeon produziert, sondern vom befreundeten DJM-Mitarbeiter Steve Brown. In Großbritannien wurde es sowohl in Mono als auch in Stereo verkauft, letzteres ist heutzutage ein begehrtes Sammlerstück.
Auf mehreren Titeln spielt Elton John Cembalo, darunter „Skyline Pigeon“, welchen John beschrieb als „the first song Bernie [Taupin] and I ever got excited about that we ever wrote“ (dt.: das erste Lied, das Bernie und ich geschrieben haben, für das wir wirkliche Begeisterung empfanden).
Weitere Instrumente wurden von Freunden von John oder Brown gespielt. Auf vielen Titeln sind der Gitarrist Caleb Quaye und der Schlagzeuger Roger Pope zu hören, die zu der Zeit Mitglieder der Band Hookfoot waren (Einige Jahre später unterstützten sie ihn erneut als Teil seiner Studio- und Tourband für die Alben Rock of the Westies 1975 und Blue Moves 1976). Tony Murray aus der Band The Troggs spielte Bass. Der Schlagzeuger Nigel Olsson, der damals Bandmitglied von Plastic Penny und der Spencer Davis Group war, war erstmals in Johns Karriere auf dem Titel „Lady What's Tomorrow?“ zu hören. Olsson und sein Spencer Davis Kollege, der Bassist Dee Murray, waren in den frühen 1970er Jahren Mitglieder von Eltons Tourband. Ein weiteres Produktionsmitglied war Clive Franks, der später für Johns Live-Sound in großen Teilen seiner Tourkarriere verantwortlich war, und einige Alben wie A Single Man und 21 at 33 mitproduzierte. Für das Hüllendesign war David Larkham (genannt „Dave“) verantwortlich, der danach weitere Designs für John und andere Künstler entwarf.
„Skyline Pigeon“ ist der populärste und bekannteste Titel des Albums, und der einzige, den John bei seinen Auftritten heutzutage noch gelegentlich spielt. Die endgültige Version von „Skyline Pigeon“, die anstelle des Cembalos im Hintergrund ein Orchester und ein Klavier hat, wurde 1973 für das Album Don't Shoot Me I'm Only The Piano Player aufgenommen und erschien erstmals auf der B-Seite der Single „Daniel“ im selben Jahr. Der Titel wurde erneut als Eröffnungsstück des Live-Albums Here and There im Jahr 1974 aufgenommen. John spielte 1975 eine Version des Titellieds „Empty Sky“ auf vielen Konzerten seiner Tour.
Später betitelte John das Album als „naiv“, trotzdem hat er schöne Erinnerungen an seine Entstehung, darunter den Fußweg nach Hause um 4 Uhr nachts und Übernachtungen in der Hauptgeschäftsstelle der Salvation Army in der Oxford Street, die von Steve Browns Vater geleitet wurde. John erinnert sich: „I remember when we finished work on the title track – it just floored me. I thought it was the best thing I'd ever heard in my life“ (dt.: Als wir den Titelsong fertiggestellt haben, hat es mir die Sprache verschlagen. Ich dachte, es ist das Beste, was ich in meinem Leben gehört habe). Später erinnerte er sich, er war „unsure what style I was going to be … [maybe what] Leonard Cohen sounds like.“ (dt.: unsicher, was mein Musikstil sein würde, vielleicht wie Leonard Cohen klingt).

## Rezension
Obwohl John eine Reihe bekannter Lieder anderer Künstler in den späten 1960er Jahren aufnahm, war „Empty Sky“ sein erstes echtes Soloalbum, nachdem er die Gruppe Bluesology verlassen hatte. Das Album passt stilistisch in die Post-Sgt.-Pepper Ära. Mit den ambitionierten Arrangements und der verwendeten Lyrik wird klar, dass John und Taupin etwas aussagen wollten. Es werden zwar Johns R&B-Wurzeln sichtbar, meist bewegen sich die Kompositionen jedoch zwischen einem vagen Psychedelic Rock und bourgeoisen Pophandwerk, auf das zu guter Letzt noch ein Medley mit allen musikalischen Themen der auf der Platte verwendeten Lieder gesetzt wird. „Empty Sky“ enthält keine vergessenen Juwelen, aber es zeigt Johns Potential.
Die Londoner Zeitung Evening Standard urteilte damals: „Nicely recorded but unadventurous … While the music is sweet, the lyrics seem to be a bit self-consciously cultured and ‘poetic’ in a highly fanciful style. To be fair, though, he has talent. When he gets less fanciful and less pretentious he will, I’m sure, have a worthwhile contribution to make“ (dt.: Schön aufgenommen, aber bieder … Die Musik ist allerliebst, aber die Texte wirken etwas zu wohlerzogen und auf überspannte Weise ‚poetisch‘. Aber um fair zu sein, er hat Talent. Sobald er etwas bodenständiger und unprätentiöser wird, kann er sicherlich einen wertvollen Beitrag leisten).

## Titelliste
Für alle Titel komponierte Elton John die Musik, die Texte schrieb Bernie Taupin. Val-Hala wurde auf der US-Erstveröffentlichung 1975 mit Valhalla, Hay Chewed auf der CD-Veröffentlichung 1995 mit It's Hay-Chewed betitelt. Drummer Nigel Olsson wurde auf der LP-Veröffentlichung irrtümlich als „Nigel Ollson“ und auf der CD-Veröffentlichung 1995 fehlerhaft als „Nigel Olsen“ angegeben.
1. Empty Sky – 8:28
2. Val-Hala – 4:12
3. Western Ford Gateway – 3:16
4. Hymn 2000 – 4:29

1. Lady What’s Tomorrow – 3:10
2. Sails – 3:45
3. The Scaffold – 3:18
4. Skyline Pigeon – 3:37
5. Gulliver/Hay Chewed/Reprise – 6:59

1. Lady Samantha – 3:02
2. All Across Havens  – 2:52
3. It’s Me That You Need – 4:04
4. Just Like Strange Rain – 3:44

## Besetzung
- Elton John – Gesang, Klavier, Orgel, Cembalo
- Caleb Quaye – E-Gitarre, Akustische Gitarre, Congas
- Tony Murray – Bass-Gitarre
- Roger Pope – Schlagzeug, Perkussion
- Don Fay – Tenorsaxophon, Flöte
- Graham Vickery – Harmonika
- Nigel Olsson – Schlagzeug auf “Lady What’s Tomorrow”

## Produktion
- Steve Brown – Produzent
- Frank Owen – Toningenieur
- Clive Franks – Magnetbandaufzeichnung
- John Tobler – Albumhüllentext
- Gus Dudgeon – Albumhüllentext

## Veröffentlichung
„Empty Sky“ wurde 1969 in keiner Hitliste geführt. In den USA wurde das Album erst am 13. Januar 1975 veröffentlicht und erreichte Platz 6 der Billboard-200-Charts. Das Album erzielte keine Verkaufszahlen, die für den Gold- oder Platinstatus ausreichend gewesen wären. Trotz wohlwollender Kritiken für das Album gab es keine Singleauskopplung, wohl auch wegen der geringen Verkaufszahlen.